# Magic Carpet (jeu vidéo)
Pour les articles homonymes, voir Magic Carpet.
Magic Carpet est un jeu de tir à la première personne développé par l'entreprise britannique Bullfrog et sorti sur MS-DOS en 1994.

## Système de jeu
Le joueur dirige un personnage doué de pouvoirs magiques sur un tapis volant qu'il peut diriger. Il combat des créatures ou d'autres sorciers sur des tapis volants. Il est possible de terraformer le terrain à travers différents sorts que le joueur peut exécuter.
Le combat contre les autres sorciers donne une dimension stratégique au jeu.
Le but du jeu consiste à récupérer du mana, source de toute magie et permettant l'utilisation des sorts. Seuls des ballons à air chaud peuvent récupérer le mana et le ramener au château du joueur ou d'autres sorciers, où il est stocké. Le joueur doit donc à la fois défendre ses ballons et son château en  plus de défendre sa propre vie. Notons que si le joueur est tué en combat, il ressuscite immédiatement dans son château, tant que ce dernier existe. Il est donc particulièrement difficile de se débarrasser des sorciers adversaires.
L'originalité réside principalement dans les sorts utilisables par le joueur: armée des ombres (crée une armée de squelettes), tremblement de terre, volcan, cratère…
Autant de sorts très spectaculaires pour l'époque.
Les monstres que le joueurs va affronter comprennent: grands singes, trolls, dragons, vers géants, squelettes, krakens, griffons, crabes géants, wyverns, chevaucheurs d'émeu.
Bien que pilotant un tapis volant, ce jeu ne peut être assimilé à un simulateur. D'ailleurs, le moteur du jeu exclut tout crash.
Le plus grand défaut tient à la difficulté à sauvegarder en cours de niveau, alors que certains d'entre eux pouvaient être très durs, en particulier les niveaux labyrinthiques.

## Suites
Magic Carpet a connu un data-disk et une suite :
- Magic Carpet: Hidden Worlds (très grande difficulté)
- Magic Carpet 2: Netherworlds